# 元公法
元 公法（もと きみのり、1985年8月30日 - ）は、日本のラグビー選手。

## プロフィール
- 大阪府出身[1]。
- ポジションはプロップ(PR)。
- 身長 177cm、体重 106kg
- ニックネームはもと、伊集院、芋洗坂係長[2]。

## 略歴
中学1年生からラグビーを始めた。
2004年、関西創価高校卒業後、近畿大学に入る。
2008年、近畿大学卒業後、ホンダヒートに加入。
2018年、ホンダヒートを退団した。